# Liste der Bodendenkmäler in Eggolsheim
Auf dieser Seite sind die Bodendenkmäler in dem oberfränkischen Markt Eggolsheim zusammengestellt. Diese Tabelle ist eine Teilliste der Liste der Bodendenkmäler in Bayern. Grundlage ist die Bayerische Denkmalliste, die auf Basis des Bayerischen Denkmalschutzgesetzes vom 1. Oktober 1973 erstmals erstellt wurde und seither durch das Bayerische Landesamt für Denkmalpflege geführt wird. Die folgenden Angaben ersetzen nicht die rechtsverbindliche Auskunft der Denkmalschutzbehörde.

## Bodendenkmäler in Eggolsheim
| Lage       | Objekt | Akten-Nr.     | Bild |
| ---------- | --- | ------------- | ---- |
| (Standort) | Befestigung des frühen Mittelalters | D-4-6132-0125 |      |
| (Standort) | Abschnittsbefestigung des frühen oder hohen Mittelalters | D-4-6132-0128 |      |
| (Standort) | Siedlung der Urnenfelderzeit | D-4-6132-0179 |      |
| (Standort) | Siedlung des Neolithikums | D-4-6132-0186 |      |
| (Standort) | Siedlung der jüngeren Latènezeit | D-4-6132-0187 |      |
| (Standort) | Siedlung der Linearbandkeramik sowie hochmittelalterliche bis frühneuzeitliche Wüstung Pappenheim | D-4-6132-0248 |      |
| (Standort) | Archäologische Befunde im Bereich der frühneuzeitlichen katholischen Pfarrkirche St. Margaretha von Drügendorf sowie Körpergräber des Mittelalters und der frühen Neuzeit                                             | D-4-6132-0267 |      |
| (Standort) | Archäologische Befunde im Bereich der frühneuzeitlichen katholischen Filialkirche Zur Kreuzauffindung von Tiefenstürmig sowie Körpergräber des Mittelalters und der frühen Neuzeit                                    | D-4-6132-0270 |      |
| (Standort) | Vorgeschichtliche Höhensiedlung und frühmittelalterliche Abschnittsbefestigung mit mehreren vorgelagerten Annäherungshindernissen                                                                                     | D-4-6232-0018 |      |
| (Standort) | Siedlung des Neolithikums | D-4-6232-0019 |      |
| (Standort) | Gräberfeld der Hallstattzeit, Siedlung der jüngeren Latènezeit, der jüngeren Römischen Kaiserzeit | D-4-6232-0035 |      |
| (Standort) | Freilandstation des Mesolithikums, Siedlung des Neolithikums, der Urnenfelderzeit | D-4-6232-0037 |      |
| (Standort) | Verebnetes Grabhügelfeld der Urnenfelder- und Hallstattzeit. | D-4-6232-0040 |      |
| (Standort) | Freilandstation des Mesolithikums, Siedlung des Neolithikums, der Bronzezeit | D-4-6232-0042 |      |
| (Standort) | Grabhügel vorgeschichtlicher Zeitstellung | D-4-6232-0043 |      |
| (Standort) | Siedlung vor- und frühgeschichtlicher Zeitstellung | D-4-6232-0044 |      |
| (Standort) | Siedlung der späten Latènezeit sowie der Kaiserzeit | D-4-6232-0050 |      |
| (Standort) | Siedlung vor- und frühgeschichtlicher Zeitstellung | D-4-6232-0105 |      |
| (Standort) | Siedlung vor- und frühgeschichtlicher Zeitstellung | D-4-6232-0107 |      |
| (Standort) | Siedlung der Hallstattzeit und der frühen Latènezeit | D-4-6232-0108 |      |
| (Standort) | Siedlung der Urnenfelderzeit | D-4-6232-0112 |      |
| (Standort) | Höhensiedlung des Neolithikums | D-4-6232-0121 |      |
| (Standort) | Siedlung vorgeschichtlicher Zeitstellung | D-4-6232-0123 |      |
| (Standort) | Siedlung vorgeschichtlicher Zeitstellung | D-4-6232-0124 |      |
| (Standort) | Siedlung der jüngeren Latènezeit | D-4-6232-0128 |      |
| (Standort) | Siedlung der jüngeren Latènezeit | D-4-6232-0129 |      |
| (Standort) | Siedlung der jüngeren Latènezeit | D-4-6232-0130 |      |
| (Standort) | Siedlung vorgeschichtlicher Zeitstellung | D-4-6232-0131 |      |
| (Standort) | Siedlung vorgeschichtlicher Zeitstellung | D-4-6232-0132 |      |
| (Standort) | Untertägige Reste abgegangener Partien sowie obertägig erhaltene Abschnitte der mittelalterlichen Dorfbefestigung von Eggolsheim                                                                                      | D-4-6232-0139 |      |
| (Standort) | Freilandstation des Mesolithikums und Siedlung der frühen und der jüngeren Latènezeit | D-4-6232-0142 |      |
| (Standort) | Siedlung der Urnenfelderzeit und der frühen Latènezeit | D-4-6232-0145 |      |
| (Standort) | Siedlung der späten Latènezeit | D-4-6232-0152 |      |
| (Standort) | Siedlung des Endneolithikums, der mittleren Bronzezeit und der Latènezeit sowie Brandgräber der Hallstattzeit | D-4-6232-0166 |      |
| (Standort) | Siedlung vorgeschichtlicher Zeitstellung | D-4-6232-0172 |      |
| (Standort) | Hohlwegfächer des Mittelalters und der frühen Neuzeit, wohl im Zusammenhang mit dem Burgstall im Bereich der Retterner Kanzel, vgl. D-4-6232-0390                                                                     | D-4-6232-0187 |      |
| (Standort) | Siedlung der römischen Kaiserzeit und Wüstung des frühen und hohen Mittelalters | D-4-6232-0196 |      |
| (Standort) | Siedlung der späten Latènezeit | D-4-6232-0199 |      |
| (Standort) | Siedlung der späten Latènezeit | D-4-6232-0200 |      |
| (Standort) | Siedlung der späten Latènezeit | D-4-6232-0201 |      |
| (Standort) | Siedlung der späten Latènezeit | D-4-6232-0202 |      |
| (Standort) | Freilandstation des Mesolithikums und Siedlung des Neolithikums | D-4-6232-0204 |      |
| (Standort) | Siedlung der späten Latènezeit | D-4-6232-0206 |      |
| (Standort) | Siedlung der Metallzeiten sowie Hofwüstung des späten Mittelalters oder der frühen Neuzeit | D-4-6232-0241 |      |
| (Standort) | Freilandstation des Mesolithikums, Siedlung der Urnenfelder- oder Hallstattzeit | D-4-6232-0260 |      |
| (Standort) | Siedlung vorgeschichtlicher Zeitstellung | D-4-6232-0263 |      |
| (Standort) | Siedlung vorgeschichtlicher Zeitstellung | D-4-6232-0268 |      |
| (Standort) | Siedlung der Urnenfelderzeit | D-4-6232-0269 |      |
| (Standort) | Siedlung der Urnenfelderzeit und der jüngeren Latènezeit | D-4-6232-0277 |      |
| (Standort) | Siedlung der Urnenfelderzeit und der frühen Latènezeit sowie Verhüttungsplatz | D-4-6232-0278 |      |
| (Standort) | Siedlung der Späthallstatt- und Frühlatènezeit sowie Brandgräber der Frühzeit | D-4-6232-0285 |      |
| (Standort) | Siedlung der Urnenfelderzeit | D-4-6232-0334 |      |
| (Standort) | Untertägige Bauteile der spätmittelalterlichen bis neuzeitlichen Pfarrkirche | D-4-6232-0335 |      |
| (Standort) | Siedlung der Urnenfelderzeit, der späten Hallstattzeit und der frühen Latènezeit | D-4-6232-0343 |      |
| (Standort) | Siedlung des Neolithikums und der Spätlatènezeit | D-4-6232-0345 |      |
| (Standort) | Siedlung der jüngeren Latènezeit. | D-4-6232-0350 |      |
| (Standort) | Untertägige Bauteile der neuzeitlichen Pfarrkirche, Fundamente mittelalterlicher Vorgängerbauten, Körpergräber des Mittelalters und der Neuzeit sowie untertägige Reste der spätmittelalterlichen Pfarrhofbefestigung | D-4-6232-0357 |      |
| (Standort) | Archäologische Befunde des Mittelalters und der frühen Neuzeit im Bereich der befestigten Marktsiedlung von Eggolsheim                                                                                                | D-4-6232-0358 |      |
| (Standort) | Archäologische Befunde des Mittelalters und der frühen Neuzeit im Bereich der frühneuzeitlichen Kirche St. Johannes Baptist von Schirnaidel                                                                           | D-4-6232-0359 |      |
| (Standort) | Siedlung der jüngeren Latènezeit | D-4-6232-0363 |      |
| (Standort) | Siedlung des Neolithikums | D-4-6232-0364 |      |
| (Standort) | Siedlung der Urnenfelderzeit und der Hallstattzeit sowie Gräber der Hallstattzeit | D-4-6232-0366 |      |
| (Standort) | Siedlung der jüngeren Latènezeit | D-4-6232-0368 |      |
| (Standort) | Siedlung der Urnenfelderzeit, hallstattzeitliches Brandgräberfeld | D-4-6232-0375 |      |
| (Standort) | Siedlung der Latènezeit | D-4-6232-0377 |      |
| (Standort) | Höhensiedlung des Neolithikums, der Hallstatt- und Frühlatènezeit | D-4-6232-0390 |      |
| (Standort) | Verhüttungsplatz vor- und frühgeschichtlicher oder mittelalterlicher Zeitstellung | D-4-6232-0421 |      |
| (Standort) | Siedlung der Linearbandkeramik | D-4-6232-0429 |      |
| (Standort) | Siedlung vorgeschichtlicher Zeitstellung, der römischen Kaiserzeit | D-4-6232-0431 |      |
| (Standort) | Siedlung vor- und frühgeschichtlicher Zeitstellung | D-4-6232-0433 |      |
| (Standort) | Erdbauten des Ludwig-Donau-Main-Kanals (1836–45) | D-4-6232-0435 |      |
| (Standort) | Bestattungsplatz mit Grabhügeln vorgeschichtlicher Zeitstellung | D-4-6232-0439 |      |